# Список генерал-фельдмаршалов Германии

## Бавария
- 26 января 1636 — граф Иоганн фон Гётц
- 30 января 1648 — Johann von Reuschenberg (1603—1660), также с 22.2.1648 имперский фельдмаршал
- 11 июля 1648 — граф Адриан фон Энкевойрт (1603—1663)
- 22 мая 1742 — граф Фридрих Генрих фон Зекендорф-Гудент 1682—1763)
- 4 ноября 1743 — граф Макс Каэтан фон Тёрринг-Зеефельд (1670—1752)
- 4 ноября 1743 — князь Людвиг Иосиф фон Берген унд Гримберген, граф д’Альбер (1672—1758)
- 7 марта 1814 — Карл Филипп Йозеф фон Вреде (1767—1838)
- 13 октября 1825 — король Баварии Людвиг I
- 16 января 1841 — принц Карл Баварский
- 1876 — принц-регент Баварии Луитпольд Баварский
- 1 января 1905 — принц Леопольд Баварский (1846—1930)
- 5 ноября 1913 — король Баварии Людвиг III, с  26 июня 1915 также прусский генерал-фельдмаршал
- 23 июля 1915 — кронпринц Рупрехт Баварский, с 1 августа 1916 также прусский генерал-фельдмаршал
- 27 июля 1915 — кайзер Вильгельм II, также прусский генерал-фельдмаршал

## Бранденбург и Пруссия
1. 26 июня 1657 — Шпарр, Отто Кристоф фон (1599—1668)
2. 24 января 1670 — Иоганн-Георг II (князь Ангальт-Дессау) (1627—1693)
3. 18 февраля 1670 — Дерфлингер, Георг фон (1606—1695)
4. 1 мая 1688 — Шёнинг, Ганс Адам фон (1641—1696)
5. 12 марта 1691 — Шпайн, Александр фон (1619—1692)
6. 16 апреля 1691 — Хайно Генрих фон Флемминг (1632—1706)
7. Фридрих II Гессен-Гомбургский (1633—1708)
8. 11 января 1696 — Барфус, Ганс-Альбрехт (1634—1704)
9. 23 марта 1706 — Вартенслебен, Александр Герман (1650—1734)
10. 2 декабря 1712 — Леопольд I (князь Ангальт-Дессау) (1676—1747)
11. 27 февраля 1713 — Вайлих и Лоттум, Филипп Карл (1650—1719)
12. 5 сентября 1713 — Дона-Шлобиттен, Александр цу (1661—1728),
13. 3 июня 1728 — Нацмер, Дубислав Гнеомар фон (1654—1739)
14. 2 мая 1733 — Финк фон Финкенштейн, Альбрехт Конрад (1660—1735)
15. 15 июля 1737 — Грумбков, Фридрих Вильгельм фон (1678—1739)
16. 16 июля 1737 — Борке, Адриан Бернгард фон (1668—1741)
17. 5 августа 1739 — Рёдер, Эрхард Эрнст фон (1665—1743)
18. 29 июня 1740 — Катте, Ганс Генрих фон (1681—1741)
19. 31 июля 1740 — Шверин, Курт Кристоф фон (1684—1757)
20. 3 июня 1741 — Глазенапп, Каспар Отто фон (1664—1747)
21. 12 июня 1741 — Шметтау, Самуэль фон (1684—1751)
22. 16 мая 1742 — Христиан Август Ангальт-Цербстский (1690—1747)
23. 17 мая 1742 — Леопольд II (князь Ангальт-Дессау) (1700—1751)
24. 15 января 1745 — Доссов, Фридрих Вильгельм фон (1669—1758)
25. 16 января 1745 — Вильгельм Дитрих фон Будденброк[нем.] (1672—1757)
26. 24 мая 1747 — Клейст, Хеннинг Александр фон (1676—1749)
27. 24 мая 1747 — Калькштейн, Кристоф Вильгельм фон (1682—1759)
28. 18 сентября 1747 — Кейт, Джеймс (1696—1758)
29. 21 декабря 1751 — Гесслер, Фридрих Леопольд фон (1688—1762)
30. 22 января 1751 — Левальд, Иоганн фон (1685—1768)
31. 5 декабря 1757 — принц Мориц Ангальт-Дессауский (1712—1760)
32. 14 декабря 1758 — Фердинанд, принц Брауншвейгский (1721—1792)
33. 1 января 1787 — Карл Вильгельм Фердинанд, герцог Брауншвейгский (1735—1806)
34. 17 августа 1793 — Мёллендорф, Вихард Иоахим Генрих фон (1724—1816)
35. 20 мая 1798 — Кнобельсдорф, Александр Фридрих фон (1723—1799)
36. 1805 — Брюннеке, Вильгельм Магнус фон (1727—1817)
37. 22 июля 1807 — Курбиер, Гильом (1733—1811)
38. 22 июля 1807 — Фридрих Адольф фон Калькройт (1737—1818)
39. 19 октября 1813 — Блюхер, Гебхард Леберехт (1742—1819)
40. 5 мая 1821 — Йорк, Иоганн Давид Людвиг (Йорк фон Вартенбург) (1759—1830)
41. 5 мая 1821 — Клейст, Фридрих Генрих Фердинанд Эмиль (1763—1823)
42. 18 июня 1825 — Гнейзенау, Август Нейгардт фон (1760—1831)
43. 6 февраля 1839 — Цитен, Ганс Эрнст Карл фон (1770—1848)
44. 5 октября 1847 — Мюффлинг, Карл фон (1775—1851)
45. 7 октября 1847 — Герман фон Бойен (1771—1848)
46. 9 октября 1847 — Карл Фридрих Кнезебек (1768—1848)
47. 14 марта 1854 — Карл Фридрих Эмиль цу Дона-Шлобиттен (1784—1859)
48. 15 августа 1856 — Фридрих Генрих Эрнст фон Врангель (1784—1877)
49. 28 октября 1870 — принц Прусский Фридрих Карл Николай (1828—1885)
50. 28 октября 1870 — кронпринц Фридрих Вильгельм, будущий император Фридрих III (1831—1888)
51. 8 апреля 1871 — Герварт фон Биттенфельд, Эбергард (1796—1884)
52. 8 апреля 1871 — Штейнмец, Карл Фридрих фон (1796—1877)
53. 16 июня 1871 — Мольтке, Хельмут Карл Бернхард фон (1800—1891)
54. 11 июля 1871 — Альберт (король Саксонии) (1828—1902)
55. 1 января 1873 — Роон, Альбрехт фон (1803—1879)
56. 19 сентября 1873 — Мантейфель, Эдвин фон (1809—1885)
57. 15 марта 1888 — Блюменталь, Леонард фон (1810—1900)
58. 15 марта 1888 — кронпринц Георг Саксонский (1832—1904)
59. 19 июня 1888 — Альбрехт, герцог Прусский (1837—1906)
60. 19 июня 1888 — Альбрехт, герцог Тешен (1817—1895)
61. 27 февраля 1895 — Франц Иосиф I (1830—1916)
62. 6 мая 1900 — Вальдерзее, Альфред фон (1832—1904)
63. 1 января 1905 — Гезелер, Готлиб фон (1836—1919)
64. 1 января 1905 — Ганке, Вильгельм фон (1833—1912)
65. 1 января 1905 — Лоэ, Вальтер фон (1828—1908)
66. 9 сентября 1906 — Артур, герцог Коннаутский (1850—1942)
67. 20 апреля 1909 — Кароль I король Румынии (1839—1914)
68. 1 января 1911 — Бок унд Полах, Макс фон (1842—1915)
69. 1 января 1911 — Шлиффен, Альфред фон (1833—1913)
70. 1 января 1911 — Гольц, Кольмар фон дер (1843—1916)
71. 16 мая 1911 — Георг V (король Великобритании) (1865—1936)
72. 11 сентября 1912 — Фридрих Август III (король Саксонии) (1865—1932)
73. 8 августа 1913 — Константин I (король Греции) (1868—1923)
74. 2 ноября 1914 — Гинденбург, Пауль фон (1847—1934)
75. 27 января 1915 — Бюлов, Карл фон (1846—1921)
76. 22 июня 1915 — Фридрих Мария Альбрехт (1856—1936)
77. 22 июня 1915 — Макензен, Август фон (1849—1945)
78. 26 июня 1915 — Людвиг III (король Баварии) (1845—1921)
79. 23 июля 1915 — Вильгельм II (король Вюртемберга) (1848—1921)
80. 1 августа 1915 — Рупрехт Баварский (1869—1955)
81. 18 января 1916 — Фердинанд I (царь Болгарии) (1861—1948)
82. 1 февраля 1916 — Мехмед V (1844—1918)
83. 1 августа 1916 — Леопольд Баварский (1846—1930)
84. 1 августа 1916 — Альбрехт, герцог Вюртембергский (1865—1939)
85. 1916 — Конрад фон Гётцендорф, Франц (1852—1925)
86. 12 февраля 1917 — Карл I (император Австрии) (1887—1922)
87. 18 декабря 1917 — Эйхгорн, Герман фон (1848—1918)
88. 31 декабря 1917 — Войрш, Ремус фон (1847—1920)
89. 6 сентября 1918 — Мехмед VI (1861—1926)

## Ганновер
1. 1685 — Иеремия фон Шове (ум. 1696), с 11 мая 1693 — также саксонский генерал-фельдмаршал
2. 1689 — Генрих фон Подевильс (1615—1696), также маршал Франции
3. 14 сентября 1728 — барон Куно Йосуа фон Бюлов (1658—1733)
4. 10 апреля 1763 — Август Фридрих фон Шпёркен (1698—1776)
5. 17 февраля 1778 — Кристиан Людвиг фон Харденберг (1700—1781)
6. 20 апреля 1784 — Иоганн Вильгельм фон Реден (1717—1801)
7. 1785 — герцог Карл Мекленбург-Стрелицкий (1741—1816)
8. 26 февраля 1792 — Вильгельм фон Фрейтаг (1720—1798)
9. 2 мая 1798 — рейхсграф Иоганн Людвиг фон Вальмоден-Гимборн (1769—1862)
10. 21 июня 1813 — Артур Уэлсли, 1-й герцог Веллингтон (1769—1852)
11. 26 ноября 1813 — герцог Адольф Фредерик Кембриджский (1774—1850)
12. 8 апреля 1831 — Вильгельм Брауншвейгский (1806—1884)
13. ? — Карл Август фон Альтен

## Саксония
1. 21 июня 1631 — Ганс-Георг фон Арним-Бойтценбург (1583—1641)
2. 24 ноября 1632 — Франц Альбрехт Саксен-Лауэнбургский (1598—1642), с 23 июня 1641 также имперский фельдмаршал
3. 9 августа 1636 — Вольф Генрих фон Баудисен (1579—1646)
4. 19 октября 1638 — Рудольф фон Марзин (называемый также Маразин/Marazin)
5. 1 января 1666 — Эрнст-Альбрехт, барон фон Эберштейн (1605—1676)
6. 28 августа 1681 — Иоахим Рюдигер, барон фон дер Гольц (1620—1688)
7. 8 сентября 1688 — Хайно Генрих фон Флемминг (1632—1706)
8. 9 апреля 1691 — Ханс-Адам фон Шёнинг (1641—1696)
9. 10 мая 1693 — Иеремия фон Шове (ум. 1696)
10. 30 сентября 1697 — Генрих VI, князь фон Рёйсс-Плауэн (1649—1697)
11. 1698 — Карл Евгений герцог де Круа (1651—1702)
12. 1698 — герцог Фердинанд Вильгельм фон Вюртемберг-Нойенштадт (1659—1701)
13. 27 августа 1699 — Адам-Генрих, граф фон Штейнау (ум. 1712)
14. 3 декабря 1706 — Георг-Бенедикт, барон фон Огильви (1651—1710)
15. 22 февраля 1712 — Якоб-Генрих, граф фон Флемминг (1667—1728)
16. 17 апреля 1730 — Кристоф-Август, граф фон Вакербарт (1662—1734)
17. 26 ноября 1735 — Иоганн-Адольф II, герцог Саксен-Вайсенфельсский (1685—1746)
18. 11 января 1749 — Фридрих-Август, граф фон Рутовский (1702—1764)
19. 27 июля 1763 — Иоганн-Георг, шевалье де Сакс (von Sachsen) (1704—1774)
20. 6 января 1775 — Фридрих Генрих Ангальт-Дессауский (1705—1781)
21. 11 июля 1871 — Альберт, кронпринц (позже — король) Саксонии (1828—1902)
22. 15 июня 1888 — Георг, кронпринц (позже — король) Саксонии (1832—1904)

## Германия

### Генерал-фельдмаршалы (сухопутные войска)
«Генерал-фельдмаршал»
| Дата           | Имя                         | Годы жизни |
| -------------- | --------------------------- | ---------- |
| 20 апреля 1936 | Вернер фон Бломберг         | 1878—1946  |
| 19 июля 1940   | Федор фон Бок               | 1880—1945  |
| 19 июля 1940   | Вальтер фон Браухич         | 1881—1948  |
| 19 июля 1940   | Эрвин фон Вицлебен          | 1881—1944  |
| 19 июля 1940   | Вильгельм Кейтель           | 1882—1946  |
| 19 июля 1940   | Ханс Гюнтер фон Клюге       | 1882—1944  |
| 19 июля 1940   | Вильгельм фон Лееб          | 1876—1956  |
| 19 июля 1940   | Вильгельм Лист              | 1880—1971  |
| 19 июля 1940   | Вальтер фон Рейхенау        | 1884—1942  |
| 19 июля 1940   | Герд фон Рундштедт          | 1875—1953  |
| 22 июня 1942   | Эрвин Роммель               | 1891—1944  |
| 30 июня 1942   | Георг фон Кюхлер            | 1881—1968  |
| 1 июля 1942    | Эрих фон Манштейн           | 1887—1973  |
| 31 января 1943 | Фридрих Паулюс              | 1890—1957  |
| 1 февраля 1943 | Эрнст Буш                   | 1885—1945  |
| 1 февраля 1943 | барон Максимилиан фон Вейхс | 1881—1954  |
| 1 февраля 1943 | Эвальд фон Клейст           | 1881—1954  |
| 1 марта 1944   | Вальтер Модель              | 1891—1945  |
| 5 апреля 1945  | Фердинанд Шёрнер            | 1892—1973  |

### Генерал-фельдмаршалы (Люфтваффе)
| Дата            | Имя                                        | годы жизни |
| --------------- | ------------------------------------------ | ---------- |
| 4 февраля 1938  | Герман Геринг (с 19 июля 1940 рейхсмаршал) | 1893—1946  |
| 19 июля 1940    | Альберт Кессельринг                        | 1885—1960  |
| 19 июля 1940    | Эрхард Мильх                               | 1892—1972  |
| 19 июля 1940    | Хуго Шперле                                | 1885—1953  |
| 16 февраля 1943 | барон Вольфрам фон Рихтгофен               | 1895—1945  |
| 25 апреля 1945  | Роберт фон Грейм                           | 1892—1945  |

Из вышеперечисленных 25 фельдмаршалов 5 покончили с собой (Роммель и Клюге в 1944, Модель и Грейм в 1945, Геринг в 1946), 5 умерли в плену (Бломберг, Браухич, Буш, Рихтгофен — у союзников, Клейст — в советском плену), 2 казнены (Вицлебен — Гитлером, Кейтель — по приговору Нюрнбергского трибунала), Рейхенау умер от инсульта на фронте в 1942 г., Бок погиб от бомбёжки в 1945 г.
Остальные 11 умерли на свободе на пенсии. Более всех прожил Лист — 91 год, менее всех — Рихтгофен (50 лет).
Все, кроме Бломберга, не участвовавшего во II Мировой войне, были награждены Рыцарским крестом Железного креста. Из них 13 были награждены более высокими степенями этой награды — Рыцарским крестом с Дубовыми листьями (Буш, Вейхс, Кюхлер, Паулюс и Рихтгофен), Рыцарским крестом с Дубовыми листьями и Мечами (Клейст, Клюге, Манштейн и Рундштедт), Рыцарским крестом с Дубовыми листьями, Мечами и Бриллиантами (Кессельринг, Модель, Роммель и Шёрнер). Герман Геринг был единственным в III Рейхе награждённым Большим крестом Железного креста.
Также был кандидат на звание генерал-фельдмаршал: Гейнц Гудериан
- Генерал-фельдмаршалы Саксонии, Пруссии, Германии, Австро-Венгрии